# Liga Colombiana de Béisbol Profesional 2007-08
La temporada de la Liga Colombiana de Béisbol Profesional 2007-08 o Copa Costeña de Béisbol Profesional 2007/2008 fue la 32° edición de este campeonato. Comenzó el 24 de octubre de 2007. Un total de 4 equipos participaron en la competición. El expelotero Ubaldo Salinas, quien fue campeón mundial con Colombia en 1965 jugando en la segunda base, actuó como coordinador de disciplina y el exárbitro Edgardo Schemell como coordinador de umpires.

## Novedades
El equipo Tigres de Cartagena fue reemplazado por el histórico Indios de Cartagena.

## Sistema de juego
La primera fase llamada temporada regular la jugaron los cuatro equipos entre sí disputando 54
juegos, 27 de local y 27 de
visitante. Los tres mejores clasificaron al round robin. La final la disputaron los 2 primeros equipos de la fase
anterior siendo campeón el
ganador de 4 de 7 juegos.

## Equipos participantes
| Equipo                   | Fundación | Departamento | Ciudad       | Estadio                   | Capacidad |
| Caimanes de Barranquilla | 1984      | Atlántico    | Barranquilla | Estadio Tomás Arrieta     | 8 000     |
| Indios de Cartagena      | 1948      | Bolívar      | Cartagena    | Estadio Once de Noviembre | 12 000    |
| Cardenales de Montería   | 2004      | Córdoba      | Montería     | Estadio 18 de Junio       | 11 000    |
| Toros de Sincelejo       | 2003      | Sucre        | Sincelejo    | Estadio 20 de Enero       | 10 000    |

## Temporada regular
Se disputó del 24 de octubre al 30 de diciembre de 2007.
| Pos | Equipo                   | JG | JP | JJ | AVG.  | Dif  |
| --- | ------------------------ | -- | -- | -- | ----- | ---- |
| 1.  | Caimanes de Barranquilla | 33 | 20 | 53 | 0,622 | ---  |
| 2.  | Cardenales de Montería   | 28 | 26 | 54 | 0,518 | 5,5  |
| 3.  | Indios de Cartagena      | 25 | 28 | 53 | 0,471 | 8,0  |
| 4.  | Toros de Sincelejo       | 21 | 33 | 54 | 0,388 | 12,0 |

|  | Clasificados al Round Robin |
|  | Eliminados.                 |

## Round Robin
| Pos | Equipo                   | JG | JP | JJ | AVG.  | Dif |
| --- | ------------------------ | -- | -- | -- | ----- | --- |
| 1.  | Caimanes de Barranquilla | 6  | 2  | 8  | 0,750 | --- |
| 2.  | Indios de Cartagena      | 4  | 4  | 8  | 0,500 | 2,0 |
| 3.  | Cardenales de Montería   | 2  | 6  | 8  | 0,250 | 4,0 |

|  | Clasificados al play off final |
|  | Eliminados.                    |

## Play Off Final
Se disputaron 4 juegos todos ganados por el campeón.
| Pos | Equipo                   | JG | JP | JJ | AVG.  | Dif |
| --- | ------------------------ | -- | -- | -- | ----- | --- |
| 1.  | Caimanes de Barranquilla | 4  | 0  | 4  | 1,000 | --- |
| 2.  | Indios de Cartagena      | 0  | 4  | 4  | 0,000 | 4   |

|  | Campeón    |
|  | Subcampeón |

### Serie
| Serie Final LCBP de 2007/08 Indios de Cartagena 0–4 Caimanes de Barranquilla |          |                       |                 |                   |
| Juego                                                                        | Fecha    | Resultado             | Serie (IND-CAI) | Lugar             |
| 1                                                                            | Enero 16 | Indios 2, Caimanes 4  | 0–1             | Tomás Arrieta     |
| 2                                                                            | Enero 17 | Indios 9, Caimanes 11 | 0–2             | Tomás Arrieta     |
| 3                                                                            | Enero 18 | Caimanes 7, Indios 5  | 0–3             | Once de Noviembre |
| 4                                                                            | Enero 19 | Caimanes 8, Indios 7  | 0–4             | Once de Noviembre |

| Colombia                                       |
| Campeón Caimanes de Barranquilla Quinto título |

## Los Mejores
Temporada regular

### Bateadores
| Promedio de bateo (BA) | Promedio de bateo (BA)   | Promedio de bateo (BA) |
| ---------------------- | ------------------------ | ---------------------- |
| 1                      | Luis Durango (IND)       | .379                   |
| 2                      | Anthony Seratelli (CAR)  | .370                   |
| 3                      | Reinaldo Rodríguez (CAR) | .337                   |

| Carreras anotadas (R) | Carreras anotadas (R)   | Carreras anotadas (R) |
| --------------------- | ----------------------- | --------------------- |
| 1                     | Anthony Seratelli (CAR) | 56                    |
| 2                     | Luis Durango (IND)      | 37                    |
| 3                     | Juan C. Infante (CAR)   | 33                    |

| Carreras impulsadas (RBI) | Carreras impulsadas (RBI) | Carreras impulsadas (RBI) |
| ------------------------- | ------------------------- | ------------------------- |
| 1                         | Carlos Duncan (CAR)       | 40                        |
| 2                         | Freddie Thon (TOR)        | 38                        |
| 3                         | Keith Reed (CAI)          | 32                        |

| Bases Robadas (SB) | Bases Robadas (SB)      | Bases Robadas (SB) |
| ------------------ | ----------------------- | ------------------ |
| 1                  | Luis Durango (IND)      | 26                 |
| 2                  | Anthony Seratelli (CAR) | 19                 |
| 3                  | Shane Rodriguez (TOR)   | 11                 |

| Jonrones (HR) | Jonrones (HR)          | Jonrones (HR) |
| ------------- | ---------------------- | ------------- |
| 1             | Carlos Duncan (CAR)    | 10            |
| 2             | Israel Alcantara (CAI) | 9             |
| 3             | Edgar Clemente (CAI)   | 6             |

| Hits (H) | Hits (H)                | Hits (H) |
| -------- | ----------------------- | -------- |
| 1        | Anthony Seratelli (CAR) | 74       |
| 2        | Luis Durango (IND)      | 72       |
| 3        | Donovan Solano (CAI)    | 59       |

| Dobles (2B) | Dobles (2B)             | Dobles (2B) |
| ----------- | ----------------------- | ----------- |
| 1           | Hamilton Sarabia (CAR)  | 17          |
| 2           | Anthony Seratelli (CAR) | 15          |
| 3           | Freddie Thon (TOR)      | 14          |

| Triples (3B) | Triples (3B)            | Triples (3B) |
| ------------ | ----------------------- | ------------ |
| 1            | Anthony Seratelli (CAR) | 3            |
| 2            | Brian Rios (CAR)        | 3            |
| 3            |                         |              |

### Lanzadores
| Juegos Ganados (W) | Juegos Ganados (W)  | Juegos Ganados (W) |
| ------------------ | ------------------- | ------------------ |
| 1                  | Dorian Castro (CAI) | 6-0 (1.000)        |
| 2                  | Luis Arroyo (CAI)   | 6-0 (1.000)        |
| 3                  | Javier Ortiz (CAR)  | 5-3 (0.625)        |

| Efectividad (ERA) | Efectividad (ERA)    | Efectividad (ERA) |
| ----------------- | -------------------- | ----------------- |
| 1                 | Ryan Flanagan(CAR)   | 2.83              |
| 2                 | Rafael Batista (IND) | 3.52              |
| 3                 | Yesid Salazar (TOR)  | 3.59              |

| Ponches (SO) | Ponches (SO)            | Ponches (SO) |
| ------------ | ----------------------- | ------------ |
| 1            | Pedro Novoa (IND)       | 51           |
| 2            | Anthony Seratelli (CAR) | 19           |
| 3            | Shane Rodriguez (TOR)   | 11           |

| Juegos Salvados (SV) | Juegos Salvados (SV) | Juegos Salvados (SV) |
| -------------------- | -------------------- | -------------------- |
| 1                    | Ernesto Frieri (IND) | 7                    |
| 2                    | Juan C. Huguet (CAI) | 5                    |
| 3                    | Javier Garcia (CAI)  | 5                    |

### Jugador más Valioso - Premio "Orlando Ramírez"
| Ganador           | Equipo     | Pos. |
| ----------------- | ---------- | ---- |
| Anthony Saratelli | Cardenales | OF   |